# Колтаков, Дмитрий Иванович
Дми́трий Ива́нович Колтако́в (1904—1958) — советский государственный и политический деятель. Первый секретарь Ненецкого окружкома КПСС (1938—1939). Русский

## Биография
Родился 30 мая 1904 года в селе Михайловица Ветлужского уезда Костромской губернии. 
Член ВКП(б).
Окончил школу 2-й ступени в городе Никольске, учился в техникуме в Великом Устюге, на лесохимических курсах в Архангельске с 1925 года по 1928 год. 
С 1928 года — на общественной и политической работе. 
С июня 1938 по октябрь 1939 года — первый секретарь Ненецкого ОК ВКП(б). 
Работал в тресте «Онегалес», в годы Великой Отечественной войны — политрук в составе войск 5-й армии Белорусского и 1-го Дальневосточного фронтов.
Награжден орденом Отечественной войны 2 степени, медалями «За взятие Кёнигсберга», «За победу над Германией и Великой Отечественной войне 1941—1945 гг.», «За победу над Японией».
Умер в 1958 году.